# The Marian McPartland Trio
The Marian McPartland Trio — студийный альбом британо-американской джазовой пианистки Мэриэн Макпартлэнд 1956 года, выпущенный на лейбле Capitol Records. Записан с басистом Уильямом Бритто и барабанщиком Джо Морелло.

## Отзывы критиков
| Оценки критиков                   | Оценки критиков |
| Источник                          | Оценка          |
| --------------------------------- | --------------- |
| AllMusic                          | [ 2 ]           |
| The Encyclopedia of Popular Music | [ 3 ]           |

Кен Драйден из AllMusic в ретроспективной рецензии отметил, что эта запись не уступает, а то и превосходит более ранние записи для Макпартлэнд Savoy Records, хотя по сравнению с её огромным количеством записей для собственного лейбла Halcyon и Concord с 1969 года они и кажутся немного консервативными.

## Список композиций
1. «Stompin’ at the Savoy» (Бенни Гудмен, Чик Уэбб, Эдгар Сэмпсон)
2. «The Things We Did Last Summer» (Джул Стайн, Сэмми Кан)
3. «Bohemia After Dark» (Оскар Петтифорд)
4. «Dream a Little Dream of Me» (Фабиан Андре, Гас Кан, Уилбур Швандт)
5. «Hallelujah!» (Клиффорд Грей, Лео Робин, Винсент Юманс)
6. «The Baron» (Уильям Бритто)
7. «This Love of Mine» (Фрэнк Синатра, Генри Саникола, Сол Паркер)
8. «Carioca» (Эдвард Элиску, Гас Кан, Винсент Юманс)
9. «Symphony» (Алекс Элстоун, Андре Табо, Роджер Бернстайн)
10. «There’ll Be Other Times» (Мэриэн Макпартлэнд)

## Участники записи
- Мэриан Макпартлэнд — фортепиано
- Уильям Бритто — басс
- Джо Морелло — ударные

Все данные взяты из примечаний к альбому.